# اسکار والدز (بازیکن فوتبال)
اسکار والدز (به انگلیسی: Óscar Valdez؛ ۲۵ ژوئن ۱۹۴۶ – ۱۶ فوریهٔ ۲۰۲۵) بازیکن فوتبال اهل آرژانتین بود.
از جمله باشگاه‌هایی که وی در آن‌ها بازی کرده‌است، می‌توان به باشگاه فوتبال والنسیا اشاره کرد.
وی همچنین در تیم ملی فوتبال اسپانیا بازی کرده‌است.